# NGC 679
NGC 679 ist eine kompakte Elliptische Galaxie vom Hubble-Typ E/S0 im Andromeda am Nordsternhimmel. Sie ist schätzungsweise 232 Millionen Lichtjahre von der Milchstraße entfernt und hat einen Durchmesser von etwa 135.000 Lichtjahren. Vom Sonnensystem aus entfernt sich die Galaxie mit einer errechneten Radialgeschwindigkeit von näherungsweise 5.000 Kilometern pro Sekunde.
Sie ist Teil der 34 Mitglieder zählenden Lyons Groups of Galaxies LGG 37 um NGC 669 und gehört zum Perseus-Pisces-Superhaufen.
Das Objekt wurde am 13. September 1784 von William Herschel entdeckt.

## Galaktisches Umfeld
| Nr. | Galaxie          | Alternativname          | Rek           | Dek           | Distanz/asec |
| --- | ---------------- | ----------------------- | ------------- | ------------- | ------------ |
| →   | NGC 679          | LEDA/PGC 6711           | 01h49m43.78s  | +35d47m08.3s  | 0            |
| 1   | LEDA/PGC 2067654 | 2MASX J01501931+3538152 | 01h50m19.31s  | +35d38m15.1s  | 687.53       |
| 2   | LEDA/PGC 197593  | 2MASX J01504298+3545441 | 01h50m42.99s  | +35d45m44.4s  | 725.61       |
| 3   | LEDA/PGC 2073423 | 2MASX J01493161+3600141 | 01h49m31.62s  | +36d00m14.5s  | 800.37       |
| 4   | LEDA/PGC 2073478 | 2MASX J01495348+3600276 | 01h49m53.48s  | +36d00m27.4s  | 807.72       |
| 5   | LEDA/PGC 6768    | 2MASX J01502235+3558596 | 01h50m22.388s | +35d59m00.01s | 852.47       |
| 6   | LEDA/PGC 2068257 | 2MASX J01505167+3540341 | 01h50m51.67s  | +35d40m34.0s  | 916.14       |
| 7   | LEDA/PGC 2068620 | 2MASX J01483264+3541506 | 01h48m32.646s | +35d41m50.75s | 922.27       |
| 8   | IC 1732          | LEDA/PGC 6805           | 01h50m47.90s  | +35d55m57.9s  | 942.41       |
| 9   | LEDA/PGC 2069949 | 2MASX J01510379+3547033 | 01h51m03.82s  | +35d47m03.1s  | 974.23       |
| 10  | LEDA/PGC 2073214 | 2MASX J01484973+3559296 | 01h48m49.73s  | +35d59m29.2s  | 989.83       |